# Blohm & Voss Bv 40
Blohm & Voss BV 40 – niemiecki szybowiec myśliwski z okresu II wojny światowej.

## Historia
W 1943 roku w związku z nasileniem nalotów alianckich na Niemcy, powstała koncepcja budowy szybowca myśliwskiego, który mógłby atakować formację bombowców w locie ślizgowym po wcześniejszym wyholowaniu go ponad taką formację przez samolot myśliwski. 
Projekt takiego szybowca, oznaczonego BV 40 powstał w wytwórni Blohm & Voss. Była to konstrukcja nieskomplikowana od strony technicznej, zaprojektowana z zastosowaniem jak najmniejszej ilości materiałów strategicznych (drewno oraz stal do osłony kabiny pilota) w taki sposób, by produkcja mogła zostać podjęta przez przeszkolonych robotników w krótkim czasie. Zaletą BV 40 miała być również prostota pilotażu, pozwalająca na podjęcie walki przez pilotów przeszkolonych jedynie na szybowcach. 
Pierwszy prototyp tego BV 40 oblatano w maju 1944 roku i był holowany przez samolot Messerschmitt Bf 109G.
W trakcie prób szybowiec BV 40 osiągał w locie ślizgowym prędkość 900 km/h, a w locie poziomym 555 km/h. Dla celów badawczych zbudowano 19 prototypów, różniących się między sobą niewielkimi zmianami, lecz ostatecznie szybowiec nie wyszedł poza stadium prób i do produkcji seryjnej nie doszło. Projekt został przerwany jesienią 1944 r.

## Użycie
Szybowce Blohm & Voss BV 40 nie były używane w jednostkach liniowych, a jedynie do prób i badań. 

## Opis konstrukcji
Szybowiec Blohm & Voss BV 40 był niewielkim górnopłatem o konstrukcji mieszanej. Kadłub w przedniej części mieścił kabinę pilota chronioną płytą za szkła pancernego o grubości 120 mm i stalowymi płytami: przednią o grubości 20 mm, bocznymi grubymi na 8 mm, a dennymi - 5 mm. Nogi pilota chronił pancerz grubości 8 mm. Pilot sterował szybowcem w pozycji leżącej. Centralna część kadłuba o ramie z walcowanych wręg metalowych przechodziła w drewniany ogon.
Podwozie klasyczne dwukołowe, odrzucane po starcie. Lądowanie odbywało się na przedniej centralnej płozie i tylnej na końcu kadłuba. 
Szybowiec posiadał uzbrojenie w postaci dwóch działek lotniczych MK 108 kal. 30 mm z zapasem 35 pocisków na każde działko.